# Odstředivá síla
Odstředivá síla (nebo také centrifugální) je síla působící na těleso resp. hmotný bod směrem od středu křivosti trajektorie. V případě pohybu po kružnici jde o střed této kružnice. V obecnějším případě pohybu po hladké křivce jde o střed oskulační kružnice. Existují dva odlišné typy sil, které mají odstředivý směr. Prvním je reakce na dostředivou sílu v inerciální vztažné soustavě, což je síla skutečná. Druhým typem je setrvačná odstředivá síla, kterou zavádíme v otáčející se vztažné soustavě, má charakter zdánlivé síly, a proto k ní neexistuje žádná reakce. Zaměňování těchto dvou druhů sil je běžné, ale nesprávné a často zavádějící.

## Reakce na dostředivou sílu

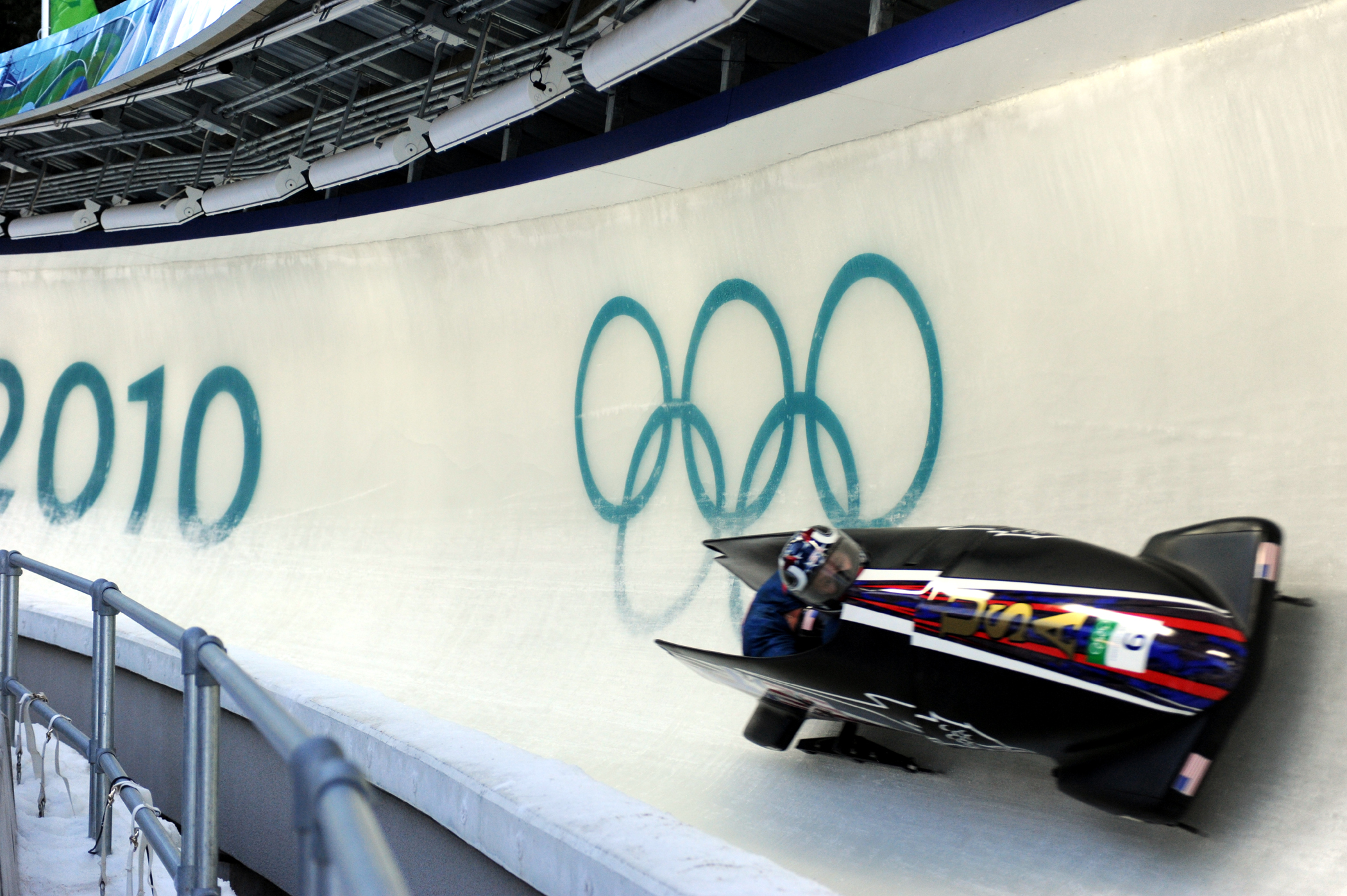
Olympijský závod v jízdě na bobech. V zatáčce působí bob odstředivou silou na ledovou dráhu.

Těleso A, které se v inerciální vztažné soustavě pohybuje po zakřivené trajektorii, má dostředivé zrychlení. Podle druhého Newtonova zákona (zákon síly) musí být toto zrychlení způsobeno silou, kterou nějaké jiné těleso B působí na těleso A. Tato síla má stejný směr jako zrychlení, to znamená do středu, a proto se nazývá dostředivou silou. Podle třetího Newtonova zákona (akce a reakce) musí také těleso A působit stejně velkou silou na těleso B, ale opačným směrem. To znamená, že tato reakce má směr od středu otáčení a lze ji označovat jako odstředivou sílu.
Příklad: průjezd obloukem. Aby železniční vůz projel levým obloukem a nepokračoval v pohybu přímým směrem (zákon setrvačnosti), musí na něj působit síla směrem doleva. Na železnici tuto dostředivou sílu zajišťuje kolej a můžeme ji nazvat akcí. Zároveň s ní vzniká reakce, takže vůz působí na kolej stejně velkou silou, ale směrem doprava. Kdyby nebyla kolej dobře uložena, tato síla by s ní pohnula (což se občas i stane, zejména při spolupůsobení pnutí v extrémních vedrech). Míří směrem od středu oblouku, takže jí můžeme říkat odstředivá síla. Je to síla skutečná, ale působí na kolej, nikoli na jedoucí vůz. Nemá tedy význam sčítat ji se silami působícími na vůz. Situaci jsme popsali v inerciální vztažné soustavě spjaté se Zemí. V této soustavě není žádná odstředivá síla, která by působila na vůz.
Velikost odstředivé síly {\displaystyle F_{\mathrm {o} }} působící na kolej je stejná jako velikost dostředivé síly {\displaystyle F_{\mathrm {d} }}, kterou působí kolej na vůz. To znamená
{\displaystyle F_{\mathrm {o} }=F_{\mathrm {d} }=ma_{\mathrm {d} }={\frac {mv^{2}}{r}}=m\omega ^{2}r\,,}
kde {\displaystyle m} je hmotnost vozu, {\displaystyle v} je okamžitá rychlost jízdy, {\displaystyle a_{\mathrm {d} }=v^{2}/r} je dostředivé zrychlení, {\displaystyle r} je poloměr křivosti oblouku a {\displaystyle \omega =v/r} je úhlová rychlost.

### Terminologie
Příručka pro učitele fyziky na SŠ doporučuje používat pojem odstředivá síla pouze pro tuto skutečnou sílu v inerciální vztažné soustavě, nikoli pro setrvačnou, tedy zdánlivou sílu v neinerciálních soustavách, která je popsána v následující sekci. Aby nemohlo dojít k záměně, používá se ve středoškolských učebnicích a dalších textech pro zdánlivou sílu v otáčející se soustavě přesnější označení setrvačná odstředivá síla.
Naopak v publikacích zaměřených teoretičtěji se pojem odstředivá síla používá právě pro sílu setrvačnou, a to jako pojem důležitý k jejímu odlišení od jiných druhů setrvačné síly. Teoretičtější práce se zabývají obecnými mechanickými systémy a zákonitostmi jejich pohybu - zajímá je tedy působení sil a vnějších vazeb na takový systém, nikoli jak takový systém zpětně působí na tyto vazby, proto se o reakci na dostředivou sílu jako o odstředivé síle vůbec nemluví.

## Setrvačná odstředivá síla
Setrvačné síly zavádíme v neinerciálních vztažných soustavách, kde mají předměty setrvačné zrychlení, které není způsobeno žádnými skutečnými silami, ale vlastním pohybem soustavy. Cílem tohoto formálního kroku je, aby i v těchto vztažných soustavách bylo možné používat pohybovou rovnici (zákon síly) ve tvaru {\displaystyle F=ma}. Příkladem budiž opět vůz projíždějící obloukem, ale tentokrát chceme situaci popisovat ve vztažné soustavě spjaté s vozem. V této soustavě na vůz také působí kolej skutečnou dostředivou silou, jenže vůz se nepohybuje. To můžeme přisoudit působení stejně velké síly opačného směru. Má směr od středu oblouku, jde tedy o odstředivou sílu. Na rozdíl od výše popsané síly působící na kolej, tato síla musí působit na vůz, aby se nepohyboval. Její velikost musí být právě taková, aby kompenzovala dostředivou sílu, to znamená
{\displaystyle F_{\mathrm {s} }=F_{\mathrm {d} }=ma_{\mathrm {d} }={\frac {mv^{2}}{r}}=m\omega ^{2}r\,.}
Působení setrvačné síly {\displaystyle F_{\mathrm {s} }} ale nelze vysvětlit vlivem žádného tělesa. Také k ní neexistuje žádná síla reakce. Je „způsobena“ pouze naší volbou vztažné soustavy. Proto patří do kategorie zdánlivých sil. Setrvačné odstředivé zrychlení vozu je stejně velké jako dostředivé zrychlení.
{\displaystyle a_{\mathrm {o} }=F_{\mathrm {s} }/m=a_{\mathrm {d} }}
Proto v této soustavě setrvává vůz v klidu.
Je-li uvnitř vozu umístěn předmět o hmotnosti {\displaystyle m'}, řekněme míček na stolku, pak v soustavě spjaté s vozem má i míček setrvačné odstředivé zrychlení o velikosti {\displaystyle a_{\mathrm {o} }=a_{\mathrm {d} }}, kde {\displaystyle a_{\mathrm {d} }} je zrychlení vozu vůči inerciální soustavě. Není-li míček nijak upevněn, není toto zrychlení kompenzováno žádnou silou a cestující uvidí, že míček začne opravdu zrychlovat směrem ven z oblouku. Přesto neexistuje žádné těleso, které by míček z oblouku silou vytlačovalo. Přisuzujeme to setrvačné odstředivé síle o velikosti {\displaystyle F_{\mathrm {s} }'=m'a_{\mathrm {o} }} působící na míček v neinerciální soustavě. Vidíme, že tato síla je úměrná hmotnosti předmětu, na který působí, takže pro každý předmět ve voze má jinou velikost. Naopak velikost odstředivého zrychlení {\displaystyle a_{\mathrm {o} }} je pro všechny předměty v této soustavě společná. (Pro jednoduchost předpokládáme, že vozová skříň má dostatečně malé rozměry, takže poloměr zatáčení {\displaystyle r} je přibližně stejný pro všechny uvažované předměty.)

Setrvačnou odstředivou sílu lze definovat i pro obecný pohyb neinerciální soustavy (tedy i pro zrychlené otáčení) a obecnou (tedy i pro pohyblivou) polohu místa v ní. Pohybuje-li se neinerciální soustava v daném okamžiku vzhledem k inerciálnímu rámci s úhlovou rychlostí {\displaystyle {\boldsymbol {\Omega }}\,} (s osou otáčení procházející počátkem neinerciální soustavy), působí v místě s polohovým vektorem {\displaystyle \mathbf {r} \,} v této soustavě setrvačná odstředivá síla
{\displaystyle \mathbf {F} _{\mathrm {o} }=-m{\boldsymbol {\Omega }}\times ({\boldsymbol {\Omega }}\times \mathbf {r} )\,}.
Stejně jako ve speciálním případě tedy závisí přímo úměrně na kolmé vzdálenosti místa od okamžité osy otáčení a na dvojmoci velikosti úhlové rychlosti. Závislost na úhlovém zrychlení a na rychlosti v neinerciální soustavě se v ní neprojeví - na nich závisejí další setrvačné síly - Eulerova a Coriolisova.

V přírodě existuje ještě jeden druh síly, který má tu vlastnost, že uděluje všem předmětům stejné zrychlení. Jedná se o gravitační sílu. Podle principu ekvivalence jsou její účinky přesně stejné jako účinky setrvačných sil. Působí-li na nějaké těleso gravitace a navíc setrvačná síla, jsou veškeré účinky stejné, jako když síly nahradíme jedinou „gravitační“ silou. Například bobista na výše uvedeném obrázku se vlivem setrvačné odstředivé síly cítí, jakoby na něj působila silnější gravitace a mačkala ho do sedačky.

### Rotace Země

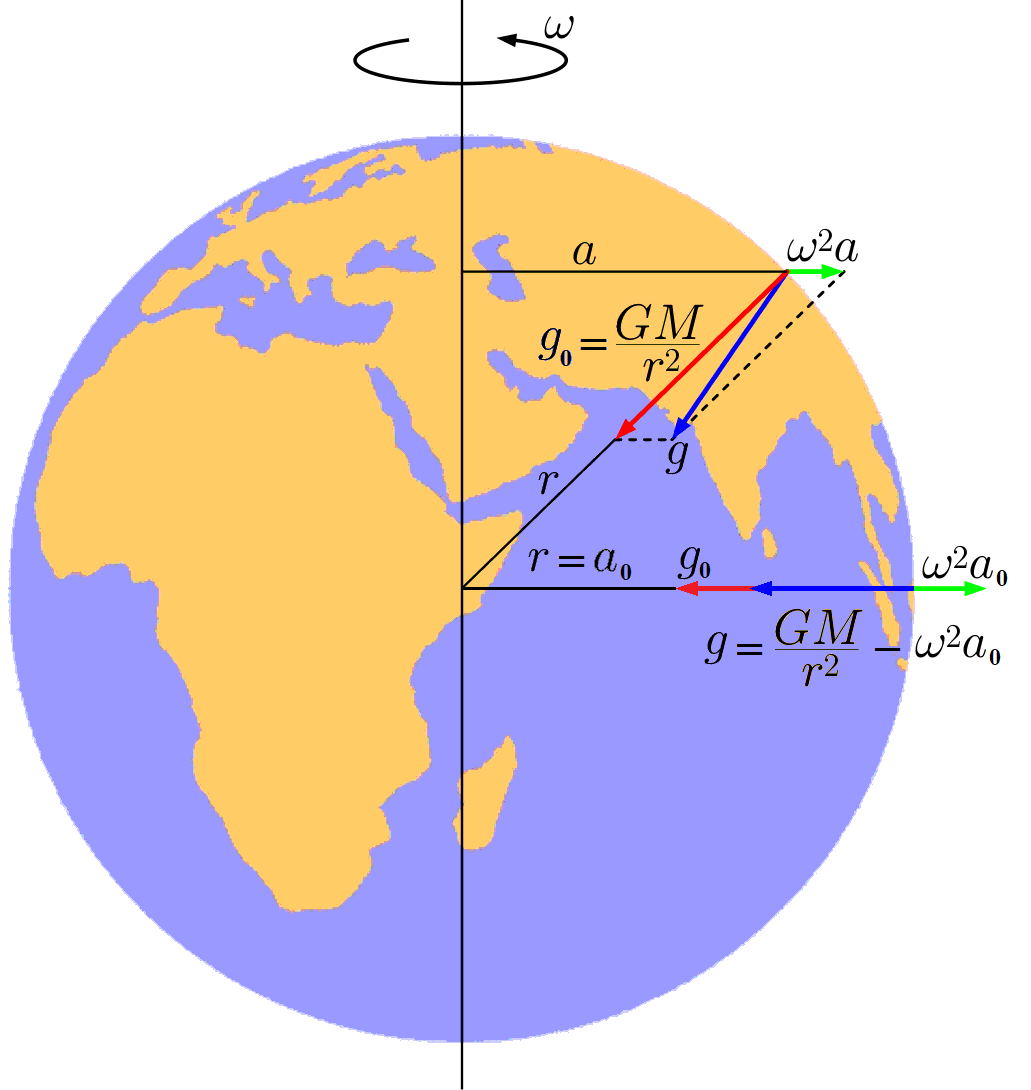
Účinky setrvačné odstředivé síly se skládají se zemskou přitažlivostí

Planeta Země je přibližně koule, která se pomalu otáčí kolem své osy, takže vztažná soustava s ní spjatá není přesně inerciální. (Lze se o tom přesvědčit například Foucaultovým kyvadlem.) V soustavě spjaté se Zemí působí na předměty gravitační síla a zároveň setrvačná odstředivá síla směrem od osy otáčení. Úhlová rychlost {\displaystyle \omega } je pro všechny předměty na Zemi stejná (jedna otáčka za den). Setrvačné odstředivé zrychlení tedy roste úměrně poloměru {\displaystyle r} kružnice, kterou předmět opisuje, čili jeho vzdálenosti od zemské osy. Tu lze vypočítat jako {\displaystyle r=R\left|\cos \varphi \right|}, kde {\displaystyle R} je poloměr planety a {\displaystyle \varphi } je zeměpisná šířka. Odstředivé zrychlení je potom {\displaystyle a_{\mathrm {o} }=\omega ^{2}r=\omega ^{2}R\left|\cos \varphi \right|}. Největší odstředivé zrychlení je na rovníku, nulové na pólech, v Praze má hodnotu zhruba 0,022 m/s². Setrvačná odstředivá síla se vektorově sčítá se silou gravitační a výsledkem je tíhová síla, která nás tlačí k Zemi. Zatímco gravitace míří přesně do středu planety (těžiště), tíhová síla má směr mírně odlišný. Zavěsíme-li na severní polokouli olovnici, nemíří přesně do středu Země, protože je odstředivou silou mírně tažena k jihu. Zároveň je mírně nadlehčována.